# Edward Saksehånd
Edward Saksehånd (Edward Scissorhands) er en amerikansk film fra 1990, instrueret af Tim Burton.

## Handling
En videnskabsmand bygger Edward, et rigtigt, levende menneske, men inden han når at blive helt færdig, dør han, og Edward må nøjes med store, skarpe sakse i stedet for hænder. 
Edward lever alene i mange år på videnskabsmandes store slot i udkanten af byen Suburbia, indtil den lokale kosmetik-sælger, Peg, møder ham og vælger at tage ham med hjem, så hun kan tage sig af ham. Edward bliver modtaget med åbne arme men skeptiske smil.
Edward bliver hurtigt en elsket borger, da folk er vilde med hans åbenlyse talent, at formklippe hække, buske, pels og hår.
Men da Edward bliver beskyldt for indbrud og forelsker sig i Pegs datter, udstøder byen ham, og han må flygte tilbage til slottet.

## Medvirkende
- Johnny Depp som Edward Saksehånd
- Winona Ryder som Kim
- Dianne Wiest som Peg
- Anthony Michael Hall som Jim
- Kathy Baker som Joyce
- Alan Arkin

## Eksterne Henvisninger
- Edward Saksehånd på Internet Movie Database (engelsk)
- Edward Saksehånd på Filmdatabasen
- Edward Saksehånd på Scope
- Edward Saksehånd i Svensk Filmdatabas (svensk)
- Edward Saksehånd på AlloCiné (fransk)
- Edward Saksehånd på MovieMeter (nederlandsk)
- Edward Saksehånd på AllMovie (engelsk)
- Edward Saksehånd hos American Film Institute (engelsk)
- Edward Saksehånds profil hos Encyclopædia Britannica Online (engelsk)
- Edward Saksehånd på Turner Classic Movies (engelsk)